# Thục Chế
Thục Chế (chữ Hán: 蜀制) là nhân vật hư cấu trong văn học của người Tày thế kỷ XX ở Việt Nam. Theo truyện, ông là vua đầu tiên của nước Nam Cương, cha ruột của Thục Phán.

## Trong văn học
Theo truyện "Cẩu chủa cheng vùa" (chín chúa tranh vua) được một tác giả người Tày viết vào năm 1963 thì quốc gia nằm ở phía bắc Lạc Việt ấy chính là nước Nam Cương.
Vùng đất Cao Bình xưa (nay thuộc địa phận tỉnh Cao Bằng) nằm dọc theo hai bên bờ của sông Bằng Giang, nơi trung tâm của bồn địa Hoà An. Theo truyền thuyết, đây vốn là kinh đô của nước Nam Cương thời Thục Phán, khi ấy gọi là Nam Bình. Trước đó cha của Thục Phán là Thục Chế đã từng sinh sống, đắp đất xây thành luỹ để phòng thủ, bảo vệ dân làng trước giặc ngoại xâm. Thành Bản Phủ làm vương phủ, xây dựng vào năm 214 TCN. Cuộc đời của Thục chế bao gồm 3 giai đoạn:

### Làm chúa người Tày
Sau khi nước Thục bị Tần diệt, con nhỏ vua Thục là Thục Chế được 1 viên tướng cõng chạy trốn về phía Đông Nam, vượt qua lãnh thổ người Khương Nhung chạy xuống vùng Xích Quỷ và gia nhập cộng đồng người Tày cổ đại ở đây. Lúc đó thế lực Tày rất yếu, dân tộc Tày đã không còn khả năng kiểm soát lãnh thổ của mình trước sự lớn mạnh của thế lực Người Miêu ở phía Tây và Người Nùng ở phía Đông, họ thường phải nhún nhường hoặc chủ động làm hòa khi xảy ra tranh chấp. Chúa Tày ngày càng yếu bệnh, hai con trai là Tày Mô và Tày Bính lại còn nhỏ. Thấy Thục Chế khỏe mạnh dị thường, nên dù là người ngoại tộc nhưng vẫn gả con gái và nhường ngôi cho Thục Chế. Ông trước khi chết có gửi gắm cho người con rể Thục Chế về giấc mơ về dân tộc Tày hùng mạnh, đó là nguồn cảm hứng và động lực cho Thục Chế xây dựng một đế chế Nam Cương hùng mạnh sau này.

### Chinh phục các xứ Mường
Thục Chế sau khi làm chúa, ông đã chọn một mảnh đất bằng phẳng trên lãnh thổ của mình để xây dựng Thành Bản Phủ làm căn cứ đầu não. Ông cho xây phủ, chợ, nhà dân.. rồi đắp tường và đào hầm chông xung quanh thành. Ông cho dựng ải, đắp lũy ở những khu vực trọng yếu dẫn vào kinh đô. Ông cải cách nông nghiệp và huấn luyện lại quân đội. Người Tày dần dần trở nên hùng cường.
Năm 30 tuổi, Thục Chế mở cuộc viễn chinh đầu tiên lên vùng tây bắc của người Miêu. Lúc đầu quân Tày thường xuyên gặp phải khó khăn và thất bại. Sau nhờ sử dụng kế của Tày Mô, đi theo đường mòn vòng về phía sau vương phủ của Miêu chủ, đốt phá ruộng nương, khiến quân xứ Miêu kinh sợ mà đầu hàng. Bình định xong Hà Giang, Thục Chế tiếp tục đưa quân tràn sang Bách Sắc (nay thuộc Trung Quốc) chinh phục Người Cờ Lao, những trận ác chiến đã diễn ra với thương vong lớn cho cả hai bên, nhưng cuối cùng Thục Chế cũng đã chặt đầu được vua Ngật Lão của phe địch và giành chiến thắng.
Ở căn cứ Cao Bằng, nhân cơ hội Thục Chế đang bận chiến sự ở xa, Người Pà Thẻn từ Bắc Kạn đem quân lên đánh Thành Bản Phủ, Tày Bính với lực lượng ít ỏi, phải đóng cổng thành phòng thủ, đợi quân chủ lực của anh rể về. Quân Pà Thẻn đánh thành không hiệu quả đâm chán nản, trễ nải. Để đến đầu thu khi đội quân chiến thắng của Thục Chế trở về, quân Tày phản kích, tựa như hổ báo sài lang, đánh 1 mạch từ Cao Bằng đến tận căn cứ đầu não của Người Pà Thẻn ở Bắc Kạn. Bắt vua Người Pà Thẻn phải quỳ gối xin hàng.
Phía đông Cao Bằng là Lạng Sơn, lãnh thổ của người Nùng. Vua Nùng thời kỳ ấy là 1 thanh niên trẻ tuổi, khôn ngoan và có tầm nhìn rộng. Ông đã chủ động liên kết hôn nhân với người Dao (Lạng Sơn) và Người Đản (Thái Nguyên). Tạo liên kết đồng minh với các bộ lạc tộc người Sán (Sán Chay, Sán Dìu..) ở Quảng Ninh- Phòng Thành Cảng. Các dân tộc này cùng tạo nên 1 khối liên minh với mục đích chung là chống lại sự bành trướng của người Tày. Thục Chế biết vua Nùng rất yêu thương công chúa người Dao, nên đã dụ dỗ nàng bỏ đi theo mình. Nùng chủ mất lý trí, sai quân đi tìm vợ khắp nơi, để lại tòa thành trống cho Thục Chế tấn công và tiêu diệt.
Thục Chế nhanh chóng khuất phục người Dao và Người Đản bằng cách ly gián và dụ hàng. Sau cùng tiến hành những trận thủy chiến tiêu diệt các thủ lĩnh người Sán ở các mê cung đá vôi thuộc Vịnh Hạ Long ngày nay. Năm 220 TCN, Thục Chế trở thành vị vua đầu tiên của toàn bộ vùng phía nam Xích Quỷ. Ông đặt tên nước là Nam Cương, lấy Thành Bản Phủ làm kinh đô, chia đất cho các chúa mường đã khuất phục Người Tày cai quản.

### Chống Hùng vương (Văn Lang) và Dịch Hu Tống (Tây Âu)
Sau 10 năm bình ổn đất nước, Thục Chế tiến hành các cuộc chinh phạt xuống Văn Lang nhưng đều không hiệu quả. Các vị Hùng Vương đời thứ 16 và 17 thường chủ động đem quân đánh chặn ở những nơi yếu hiểm như sông Công, núi Tiên Du khiến quân Nam Cương (Âu Việt) không thể tiến đến được Phong Châu (kinh đô Văn Lang).
Ngoài ra Thục Chế cũng từng có tranh chấp biên giới với Dịch Hu Tống (vua người Lê nước Tây Âu). Cả hai từng giao đấu với nhau nhiều lần.

## Hậu sự
Nam Cương gồm 10 xứ mường (9 mường và 1 mường trung tâm là Nam Bình). Vào giai đoạn trước Công nguyên, Thục Chế xưng là An Trị Vương, đóng đô ở Nam Bình, làm vua được 60 năm thì mất ở tuổi 95.
Lúc này người con là Thục Phán mới tròn 10 tuổi. Em dâu của Thục Chế là Tày Mô (sau đổi tên thành Thục Mô) giúp Thục Phán nhiếp chính. Thục Phán còn trẻ, Thục Mô lộng quyền. 9 chúa mường không phục kéo quân về bắt Thục Phán chia nhỏ đất ra cho các chúa cai quản và đòi nhường ngôi "vua". Thục Phán tuy ít tuổi, nhưng rất thông minh, đã bày ra những cuộc đua sức, đua tài và giao hẹn ai thắng cuộc sẽ được nhường ngôi.
Thục Phán dùng mưu kế làm cho các chúa mất nhiều công sức, mà không ai thắng cuộc, như tổ chức các cuộc thi bắn cung trúng lá đa khi lá rụng, dùng một cái lưỡi cày để làm ra 1.000 chiếc kim... Thục Phán còn dùng cả "mỹ nhân kế", cho 10 thiếu nữ xinh đẹp đi theo các người thi... Đến giờ Hợi nhưng tất cả các chúa vẫn chưa ai làm xong. Cuối cùng, các chúa không ai thắng được đã phải quy phục Thục Phán. Sau đó, nước Nam Cương trở nên cường thịnh.
Theo Đại Việt Sử ký Toàn thư, cuối thời Hùng Vương, vua có người con gái vô cùng xinh đẹp. Thục Chế nghe tiếng, liền sai người đến cầu hôn. Hùng hầu can rằng Thục vương chỉ lấy cớ hôn nhân để xâm lược mà thôi. Thục Chế đem lòng oán giận. Về sau Hùng Vương gả con gái cho Sơn Tinh, Thục Chế căm giận, căn dặn con cháu phải diệt nước Văn Lang. Con cháu Thục Chế là Thục Phán nối ngôi, có dũng lược, đem quân xâm lược Văn Lang. Hùng Vương có binh hùng tướng mạnh đánh bại Thục Phán. Hùng Vương bảo Thục Phán rằng: Ta có sức thần, nước Thục không sợ ư?, rồi bỏ bê đất nước, chỉ lo ăn uống vui chơi. Khi quân Thục kéo sát đến nơi, vua còn say mềm chưa tỉnh. Tỉnh dậy, Hùng Vương cùng đường, thổ huyết nhảy xuống giếng chết, quân lính đầu hàng Thục Phán. Từ đây trong sử sách nước Việt bước sang kỷ mới gọi là Kỷ nhà Thục. Sử gia Ngô Sĩ Liên cho rằng chuyện Sơn Tinh - Thủy Tinh rất quái đản, chỉ tạm thuật lại để truyền lại sự nghi ngờ.